# 李熙 (弘治進士)
李熙（1465年—1524年），字師文，應天府上元縣民籍，南直隸崑山縣人，明朝官员。

## 生平
弘治五年（1492年）壬子科應天府鄉試第六十名舉人。弘治九年（1496年）中式丙辰科會試第一百三十一名，三甲第七十二名進士。授將樂縣知縣，升監察御史。正德元年（1506年），因與陸崑等人聯名上疏，得罪劉瑾被貶。
明世宗繼位後，起用為饒州府知府，升浙江副使，以清廉操行而聞名。嘉靖三年（1524年）四月按部于定海，暴病而卒，年六十。

## 家族
曾祖李茂林；祖父李彥輝，曾任檢討；父李昊，浙江布政司左參議。母王氏（封孺人）；繼母趙氏。具庆下。